# HM 교도소 메이즈

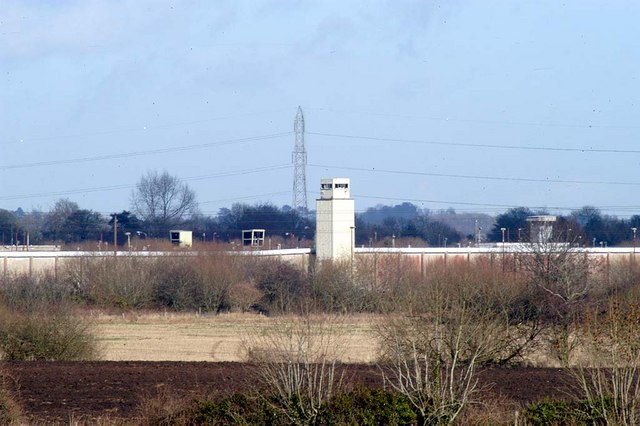

여왕 전하의 교도소 메이즈(Her Majesty's Prison Maze)는 북아일랜드 다운주에 소재한 교도소이다. 1971년 중반에서 2000년 중반까지 북아일랜드 분쟁에 참여한 준군사조직 요원들을 체포 수감하는 데 사용되었다.
메이즈 교도소는 아일랜드 현대사에 큰 의미를 가지는 곳으로서, 특히 1981년의 아일랜드 단식투쟁 때문에 그러하다. 교도소는 2000년 폐쇄되었고 2006년 10월 30일 철거되었다. 그러나 2013년 4월 18일 북아일랜드 사무국은 아직 헐리지 않은 교도소 건물을 평화센터로 사용하겠다는 계획을 밝혔다.